# Station Waardenburg
Station Waardenburg was een halte aan de Spoorlijn Utrecht - Boxtel in Waardenburg. Het station werd geopend op 1 november 1868 en gesloten in 1935. In 1940, tijdens de Tweede Wereldoorlog, werd het stationsgebouw ernstig beschadigd door een bombardement. Het is daarna hersteld, maar werd in 1973 alsnog definitief gesloopt. In 2020 is er niets meer zichtbaar van het station, op wat oude omheiningen na. Er waren in de gemeente plannen om het station te heropenen, maar dat is er nog niet van gekomen.